# Guy Cauvin
Pour les articles homonymes, voir Cauvin.
Guy Cauvin, né le 14 février 1941 à Drap et mort le 23 décembre 2012 dans la même ville,, est un footballeur français évoluant au poste de défenseur, effectuant la majorité de sa carrière à l'OGC Nice.

## Biographie
Guy Cauvin commence sa carrière avec l'OGC Nice lors de la saison 1960-1961 en première division. Il y restera jusqu'en 1971, devenant champion de France de deuxième division 1965 et en 1970, vainqueur du Challenge des champions 1970, et vice-champion de France de première division 1968.
Il participe également avec le club azuréen à la Coupe des villes de foires (six matchs joués).
Il joue ensuite une saison dans l'élite au Lille OSC de 1970 à 1971, puis termine sa carrière à l'AC Cambrai en deuxième division lors de la saison 1971-1972.

## Palmarès
OGC Nice
| - Championnat de France : - Vice-champion : 1967-68. - Championnat de France D2 (2) : - Champion : 1964-65 et 1969-70. |  | - Challenge des champions (1) : - Vainqueur : 1970. |